# Jaroslav Erik Frič
Jaroslav Erik Frič (Horní Libina, 1949. augusztus 14. – Brno, 2019. május 24.) cseh költő, zenész, könyvkiadó.

## Életútja
Általános és középiskolai tanulmányait Ostravában végezte, majd egy évig csak nyelveket tanult (angol, orosz, francia és olasz). 1968-ban a nyelvvizsgák után Nyugat-Európát utazta körbe. A legtöbb időt Angliában és Skóciában töltötte. Utcazenészként keresett pénzt. A megszállt Csehszlovákiába tért vissza. Angolt és filozófiát tanult az olomouci Palacký Egyetemen, majd a brnói Masaryk Egyetemen. 1974-ben diplomázott, de mivel nem volt hajlandó együttműködni a kommunista rendszerrel, ezért az 1989-es bársonyos forradalomig pincérként dolgozott.
1969-től Petr Mikeš és Eduard Zacha barátaival szamizdatban jelentették meg verseiket Ostravában, majd Olomoucban. Később Brnóban és Vranov nad Dyjíben tették közzé Josef Šafařík és Jiří Kuběna irodalmi munkáit szamizdat formájában, általában 5-10 példányban.
1991-ben megalapította a Votobia kiadót. Miután többen csatlakoztak a kiadóhoz ezért Vranovból Olomoucba költözött. Két év után elhagyta a Votobiát és Brnóban megalapította a Vetus Via nevű kiadót. 2000 óta szervezte a brnói költészeti fesztivált. 2006-tól ismét utcazenészkedett, majd napi blogot kezdett írni. Haláláig Brnóban élt.

## Művei

### Könyvek
- Kolotoče bílé hlasy (básně z let 1986–1992) (1993, versek)
- Houpací kůň šera a jiné básně (1993–1995) (1998, versek)
- Americká antologie & Poslední autobus noční linky (1989 a 2003), (2004)
- JEF - Psáno na vodu palbou kulometnou I., Jaroslav Erik Frič blogové deníky I./2007 (2012)
- Jsi orkneyské víno a jiné básně (2014)
- Kolotoče bílé hlasy / Houpací kůň šera a jiné básně (2016)

### CD-k
- Jsi orkneyské víno (2003)
- S kým skončila noc
- Poslední autobus noční linky (2006)
- Na každý den napsal’s smrt (2011)

### Rádiójátékok
- Léon Bloy: Poutník Absolutna (2003)
- Ivan M. Jirous: Básník může být rád, že ho jeho bližní nezabijou (2004)
- Josef Šafařík: Cestou k poslednímu – i prvnímu (2005)